# M/S Kungsholm (færge)
 For alternative betydninger, se M/S Kungsholm. (Se også artikler, som begynder med M/S Kungsholm)
M/S Kungsholm er en passagerskib, der sejler i Luleå skærgård. Skibet blev bygget i 1990, og indsat på overfarten Stockholm-Mariefred i Sverige. Efter 4 måneder, gik rederiet konkurs, og skibet blev solgt til Gripsholms rederi. I 1991 blev den solgt til Jørgen Andersen fra Ballerup, der ville oprette busforbindelser til alle landsdele, med sit firma Gråhundbus. Skibet blev omdøbt til M/S Gråsælen af Ærøskøbing og indsat på overfarten Stigsnæs-Lohals-Ærøskøbing-Svendborg-Fynshav. Her sejlede den i 2 år, men måtte stoppe, da ruten ikke kunne betale sig. Skibet måtte ikke sætte passagerer af i Svendborg, da Det Ærøske Færgeselskab havde eneret på at ligge til her. Derfor flyttedes skibet til overfarten Odense-Samsø-Kalundborg. Her sejlede den indtil 1998, hvor den blev solgt tilbage til Sverige, og omdøbt til M/S Kungsholm.